# اریک پیترس
اریک پیترس (هلندی: Erik Pieters؛ زادهٔ ۷ اوت ۱۹۸۸) بازیکن فوتبال اهل هلند است.
از باشگاه‌هایی که در آن بازی کرده‌است می‌توان به باشگاه فوتبال اوترخت، باشگاه فوتبال پی‌اس‌وی آیندهوون و باشگاه فوتبال استوک سیتی اشاره کرد.
وی همچنین در تیم‌های ملی فوتبال زیر ۱۷ سال هلند، زیر ۱۹ سال هلند، زیر ۲۱ سال هلند و هلند بازی کرده‌است.